# Hóp
Hóp je vodní plocha na severu Islandu v blízkosti Blönduós u fjordu Húnafjörður.

## Popis
Ve skutečnosti tato vodní plocha je spíše lagunou nežli jezerem. Záleží to na výšce přílivu, kdy rozloha hladiny se pohybuje od 29 do 44 km² a hloubka může být až devět metrů. Do jezera vtékají řeky Víðidalsé a Gljúfurá (ang.: Vididalsa a Gjufura), které jsou bohaté na ryby.

## Okolí
Vodní plocha je od fjordu Húnafjörður oddělena pískovým pásem, který je nazýván Þingeyrarsandur. Na něm stojí kostel Þingeyrakirkja z roku 1877 a v roce 1133 zde byl postaven první klášter v zemi. Kostel uchovává mnohé umělecké památky včetně oltáře z 15. století.